# Бусе (Де Севр)
Бусе (фр. Boussais) насеље је и општина у западној Француској у региону Поату-Шарант, у департману Де Севр која припада префектури Партне.
По подацима из 2011. године у општини је живело 426 становника, а густина насељености је износила 21,6 становника/km². Општина се простире на површини од 19,72 km². Налази се на средњој надморској висини од 132 метара (максималној 164 m, а минималној 90 m).

## Демографија
| 1962. | 1968. | 1975. | 1982. | 1990. | 1999. | 2011. |
| ----- | ----- | ----- | ----- | ----- | ----- | ----- |
| 601   | 622   | 553   | 478   | 422   | 398   | 426   |

График промене броја становника у току последњих година